# 2012年高雄海碩國際男子網球挑戰賽
2012年高雄海碩國際男子網球挑戰賽於4月21日至29日於高雄市陽明網球中心舉行，是賽事總獎金12.5萬美元的ATP挑戰賽事。為挑戰賽事中獎金等級最高，也是臺灣網球職業賽事史上總奬金新紀錄。

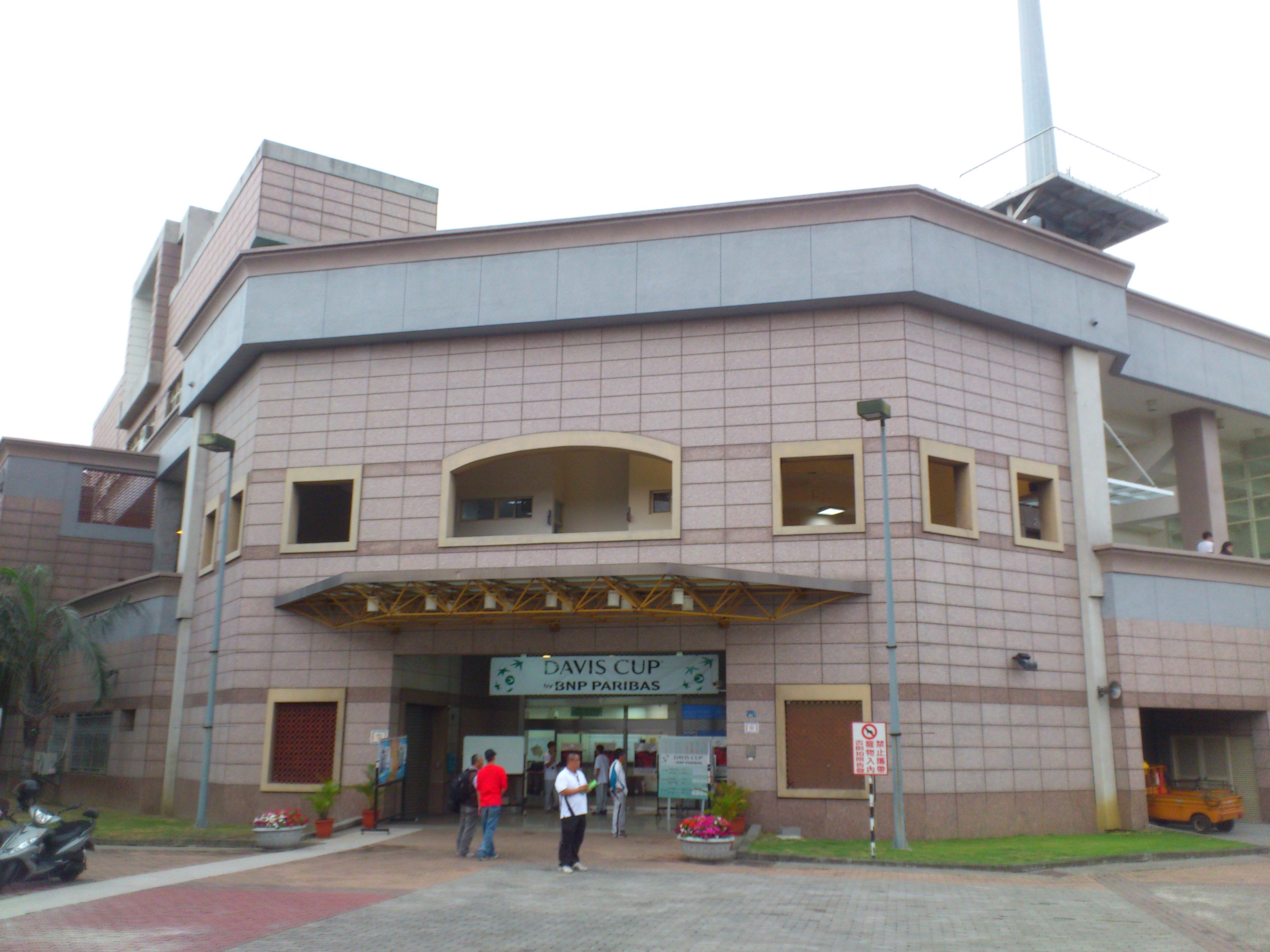
2012年高雄海碩國際男子網球挑戰賽將於高雄陽明網球中心舉行

## 參賽者

### 種子球員
| 種子序 | 球員                  | 排名1 |
| ------ | --------------------- | ----- |
| 1      | 盧彥勳                | 56    |
| 2      | 添田豪                | 75    |
| 3      | 伊藤竜馬              | 95    |
| 4      | 里克·德·霍伊斯特      | 138   |
| 5      | 魯賓·貝蒙爾曼斯       | 142   |
| 6      | 馬可·丘迪內利         | 148   |
| 7      | James Ward            | 150   |
| 8      | Alexander Kudryavtsev | 162   |

- 1 依照2012年4月16日公布的排名排序。

### 其他球員
以下球員獲得外卡進入單打會內賽：
- 李欣翰
- 易楚寰
- 黃亮祺
- 王介甫

以下球員從會外賽事獲得單打會內資格：
- Mirza Basic（英语：Mirza Basic）
- Victor Baluda（英语：Victor Baluda）
- 歐陽博文（英语：Bowen Ouyang）
- Daniel King-Turner（英语：Daniel_King-Turner）

以下球員以幸運失敗者獲得單打會內資格：
- 内山靖崇

## 賽程

### 單打
- 決賽： 添田豪 擊敗  伊藤竜馬 6－3、6－0

### 雙打
- 決賽： John Paul Fruttero（英语：John Paul Fruttero）／ 雷文·克拉森 擊敗  Daniel King-Turner（英语：Daniel King-Turner）／ 弗雷德里克·尼爾森 66－7、7－5、[10－8]

## 外部連結
- 高雄海碩國際男子網球挑戰賽